# Brayan Caicedo
Brayan Caicedo (Popayán, Cauca, Colombia; 28 de febrero de 1997) es un futbolista colombiano. Juega de defensor o mediocampista y su primer club fue el América de Cali de la Primera División de Colombia.

## Clubes
| Club            | País     | Año         |
| --------------- | -------- | ----------- |
| América de Cali | Colombia | 2016 - 2017 |